# Northern Counties East Football League
A Northern Counties East Football League az angol labdarúgás kilencedik, illetve tizedik osztályában érdekelt bajnokság.
Legfelsőbb osztálya a Premier Division, amely alatt a tizedik osztályt képviselő, Division One helyezkedik el. A divíziók összesen 44 klub részvételét biztosítják a ligában.

## Története
A bajnokság 1982-ben, a Yorkshire League és a korábbi Midland Football League egyesülésével jött létre.
East Riding of Yorkshire, North Yorkshire, South Yorkshire és West Yorkshire csapatai szerepelnek a ligában, amely több változtatáson is átesett történelme során.

## A bajnokság rendszere

A Midland League zöld színnel jelölve

Mindegyik részt vevő két alkalommal mérkőzik meg ellenfelével.
A győztes 3 ponttal lesz gazdagabb, döntetlen esetén 1 pontot kap mindkét csapat, a vereségért nem jár pont.
Premier Division: 
A bajnokság első helyezettje a következő évben a Northern Premier League D1 North/South résztvevőjeként szerepelhet.
Az utolsó három helyezett a másodosztály (Division One) sorozatában folytathatja.
Division One:
Az első két helyezett automatikus résztvevője lesz a NCEL első osztályának (Premier Division), míg a 3–6. helyezett csapatok rájátszásban döntik el a harmadik szabad hely sorsát.
Kieső csapatok nincsenek, viszont a Central Midlands League North Division, Humber Premier League, Sheffield & Hallamshire CSF League, West Riding CA League, West Yorkshire League, York League első osztályú bajnokságaiból, ha a liga követelményeinek megfelelnek, csatlakozhatnak együttesek.

## A liga korábbi elnevezései
- 1982–1984:  Premier Division,  Division One North/South,  Division Two North/South
- 1984–1985:  Premier Division,  Division One North/South/Central
- 1985–1986:  Premier Division,  Division One,  Division Two,  Division Three
- 1986–1991:  Premier Division,  Division One,  Division Two
- 1991–napjainkig:  Premier Division,  Division One

## Külső hivatkozások
- Hivatalos honlap
- RSSSF